# Sanyō Shinkansen
Sanyō Shinkansen (山陽新幹線 San'yō Shinkansen?) es una línea de Shinkansen (tren de alta velocidad) de Japón, que conecta la estación de Shin-Ōsaka en Osaka con la estación de Hakata en Fukuoka, las dos ciudades más importantes del oeste del país. Es operada por la compañía West Japan Railway Company (JR West) y sirve como continuación de la línea Tōkaidō Shinkansen, atravesando grandes ciudades ubicadas entre las islas de Honshu y Kyushu como Kobe, Himeji, Okayama, Hiroshima y Kitakyushu. La línea Kyushu Shinkansen continúa el recorrido al sur de Hakata hacia Kagoshima. La línea Sanyō Shinkansen conecta Hakata con Osaka en dos horas y media, y los trenes operan a una velocidad máxima de 300 km/h. Algunos trenes Nozomi operan en las líneas Sanyō y Tōkaidō Shinkansen, conectando Tokio y Hakata en cinco horas.

## Trenes
Los trenes que operan en esta línea son:
- Serie 500: Hikari / Kodama
- Serie 700: Nozomi / Hikari / Hikari Rail Star / Kodama
- Serie N700: Nozomi / Hikari
- Serie N700-7000/8000: Mizuho / Sakura

## Estaciones
Todas las estaciones de la línea Sanyō Shinkansen son propiedad de JR West y operadas por dicha compañía, excepto Shin-Ōsaka, que es operada por Central Japan Railway Company (JR Central). Los trenes Kodama se detienen en todas las estaciones; otros servicios tienen recorridos distintos. Todos los trenes tienen paradas en Shin-Osaka, Shin-Kobe, Okayama, Hiroshima, Kokura y Hakata.
| Estación                     | En japonés | Distancia (km) de Tokio | Conexiones | Ubicación                    |
| ---------------------------- | ---------- | ----------------------- | --- | ---------------------------- |
| Shin-Ōsaka                   | 新大阪     | 515.4                   | Tōkaidō Shinkansen (termina aquí), Línea Kioto (JR), Línea Midōsuji, Línea Osaka Higashi (2019)                                       | Yodogawa-ku (Osaka)          |
| Shin-Kobe                    | 新神戸     | 548.0                   | Línea Hokushin, Línea Seishin-Yamate                                                                                                  | Chūō-ku (Kobe)               |
| Nishi-Akashi                 | 西明石     | 570.2                   | Línea principal Sanyō | Akashi (Hyōgo)               |
| Himeji                       | 姫路       | 601.3                   | Línea principal Sanyō, Línea Bantan, Línea Kishin, Línea principal eléctrica Sanyō                                                    | Himeji (Hyōgo)               |
| Aioi                         | 相生       | 621.3                   | Línea principal Sanyō, Línea Ako | Aioi (Hyōgo)                 |
| Okayama                      | 岡山       | 676.3                   | Línea principal Sanyō, Línea Uno, Línea Hakubi, Línea Tsuyama, Línea Kibi, Tranvía eléctrico Okayama, Línea principal Higashiyama     | Okayama                      |
| Shin-Kurashiki               | 新倉敷     | 702.1                   | Línea principal Sanyō | Kurashiki (Okayama)          |
| Fukuyama                     | 福山       | 733.1                   | Línea principal Sanyō, Línea Fukuen                                                                                                   | Fukuyama (Hiroshima)         |
| Shin-Onomichi                | 新尾道     | 750.5                   | | Onomichi (Hiroshima)         |
| Mihara                       | 三原       | 761.0                   | Línea principal Sanyō, Línea Kure | Mihara (Hiroshima)           |
| Higashi-Hiroshima            | 東広島     | 791.9                   | | Higashihiroshima (Hiroshima) |
| Hiroshima                    | 広島       | 821.2                   | Línea principal Sanyō, Línea Geibi, Línea Kabe, Línea Kure, Línea principal eléctrica Hiroshima                                       | Minami-ku (Hiroshima)        |
| Shin-Iwakuni                 | 新岩国     | 865.4                   | Línea Nishikigawa Seiryu (Estación de Seiryū-Shin-Iwakuni)                                                                            | Iwakuni (Yamaguchi)          |
| Tokuyama                     | 徳山       | 903.5                   | Línea principal Sanyō, Línea Gantoku                                                                                                  | Shunan (Yamaguchi)           |
| Shin-Yamaguchi (antes Ogori) | 新山口     | 944.6                   | Línea principal Sanyō, Línea Yamaguchi, Línea Ube                                                                                     | Yamaguchi (Yamaguchi)        |
| Asa                          | 厚狭       | 968.7                   | Línea principal Sanyō, Línea Mine | Sanyō-Onoda (Yamaguchi)      |
| Shin-Shimonoseki             | 新下関     | 992.5                   | Línea principal Sanyō | Shimonoseki (Yamaguchi)      |
| Kokura                       | 小倉       | 1013.2                  | Línea principal Kagoshima, Línea principal Nippo, Línea Hita-Hikosan, Monorriel de Kitakyushu                                         | Kokura Kita-ku (Kitakyūshū)  |
| Hakata                       | 博多       | 1069.1                  | Kyushu Shinkansen (continúa el servicio), Línea Hakata-Minami, Línea principal Kagoshima, Línea Sasaguri, Fukuoka Subway Airport Line | Hakata-ku (Fukuoka)          |

## Historia

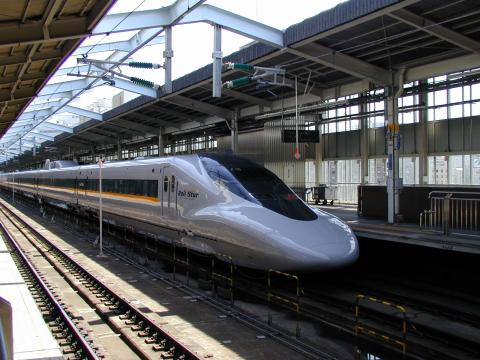
Tren Hikari Rail Star

El 9 de septiembre de 1965, se autorizó la construcción de la línea Sanyō Shinkansen entre Shin-Ōsaka y Okayama, y el 16 de marzo de 1967 comenzaron las obras. La extensión hasta Hakata comenzó el 10 de febrero de 1970. El segmento inicial abrió al público el 15 de marzo de 1972, mientras que el resto de la línea comenzó a funcionar el 10 de marzo de 1975. Los primeros trenes Hikari, con unidades de la Serie 0, conectaban Shin-Osaka y Hakata en tres horas y 44 minutos; en 1986 el tiempo se redujo a dos horas y 59 minutos, con un incremento en la velocidad de 220 kilómetros por hora. Los trenes de la Serie 100, de 1989, aumentaron la velocidad a 230 kilómetros por hora y redujo el tiempo de viaje en diez minutos.
Los servicios Nozomi de Tokio a Hakata comenzaron el 18 de marzo de 1993, con trenes de la Serie 300. Con este nuevo servicio, el tiempo entre ambas estaciones pasó a ser de dos horas y 32 minutos, con una velocidad máxima de 270 kilómetros por hora. El 22 de marzo de 1997, entraron en servicio los trenes Serie 500 con una velocidad máxima de 300 kilómetros por hora, lo que acortó el viaje nuevamente en quince minutos.
El 13 de marzo de 1999, se introdujeron trenes Serie 700 en el servicio Nozomi de Tokio-Hakata, coincidiendo con la apertura de la estación de Asa, y el 11 de marzo de 2000, los trenes de la Serie 700 se incorporaron a los servicios Hikari.
La estación Ogori fue renombrada como Shin-Yamaguchi el 1 de octubre de 2003.
El 1 de julio de 2007, se presentó la Serie N700 en los servicios Nozomi.